# Chionaema triguttata
Chionaema triguttata är en fjärilsart som beskrevs av Walker 1869. Chionaema triguttata ingår i släktet Chionaema och familjen björnspinnare. Inga underarter finns listade i Catalogue of Life.